# Raymar Morgan
Jeffery Raymar Morgan (Canton, 8 agosto 1988) è un cestista statunitense.

## Palmarès

### Squadra
- Campionato francese: 1

ASVEL: 2021-2022

### Individuale
- Basketball-Bundesliga MVP: 1

Ratiopharm Ulm: 2016-17
- Basketball Champions League Star Lineup: 1

Pınar Karşıyaka: 2020-21